# Marko Ćuruvija
Marko Ćuruvija (serbisch: Марко Ћурувија) (* 24. Juli 1981 in Belgrad) ist ein aus Jugoslawien stammender ehemaliger Handballspieler serbischer Nationalität.
Der 1,98 Meter große und 93 Kilogramm schwere linke Außenspieler wechselte 2003 vom RK Roter Stern Belgrad in die spanische Liga ASOBAL zu Ademar León. Mit Ademar gewann er den Europapokal der Pokalsieger 2005 und nahm daraufhin auch an der EHF Champions Trophy 2005 teil. 2006 ging er nach Montenegro zum RK Lovćen Cetinje, mit dem er 2007 Meister und Pokalsieger wurde. Anschließend spielte er erneut zwei Jahre in Spanien bei SD Teucro, für den er in der Saison 2008/09 Torschützenkönig mit 209 Treffern der Liga ASOBAL wurde. Von 2009 bis Februar 2011 lief er für den nordmazedonischen Verein RK Metalurg Skopje auf, mit dem er 2010 ebenfalls das Double gewann. Nach einem Zerwürfnis mit Trainer Lino Červar unterschrieb er beim Stadtrivalen RK Vardar Skopje einen Vertrag bis zum Saisonende 2010/11.
Fortan spielte er wieder in Spanien für CB Ciudad de Logroño. Ab Februar 2014 lief er für den luxemburgischen Verein HC Berchem auf. In der Saison 2015/16 stand er beim ungarischen Erstligisten SC Szeged unter Vertrag. Nach der Saison 2017/18 beendete Ćuruvija seine Karriere bei Balmazújvárosi KK, für den er bereits in der Spielzeit 2014/15 aufgelaufen war.
Marko Ćuruvija stand im Aufgebot der serbischen Nationalmannschaft, so für die Weltmeisterschaft 2009. Er bestritt mindestens 52 Länderspiele, in denen er 119 Tore erzielte.
Seit 2013 ist Ćuruvija mit Tijana verheiratet.